# Platypalpus pseudorapidus
Platypalpus pseudorapidus är en tvåvingeart som beskrevs av Nikolai Vasilevich Kovalev 1971. Platypalpus pseudorapidus ingår i släktet Platypalpus och familjen puckeldansflugor. Arten är reproducerande i Sverige. Inga underarter finns listade i Catalogue of Life.